# Monti Lebombo
I Monti Lebombo o Lubombo  sono una lunga e stretta catena montuosa di modesta altitudine dell'Africa sud-orientale. Si estendono per circa 800 km in direzione nord-sud e sono composti da rocce vulcaniche. L'altitudine media è di circa 600 metri sopra il livello del mare; il punto più alto è il Monte Mananga al confine tra la provincia di Mpumalanga e lo Swaziland che arriva a circa 760 metri. Il nome deriva dalla parola Zulu, Ubombo, che significa "grande naso".

## Descrizione
I monti Lebombo formano il confine:
- tra il Mozambico e le provincie sudafricane di Mpumalanga e Limpopo (a nord);
- tra Swaziland e Mozambico (al centro);
- tra la provincia sudafricana di KwaZulu-Natal e lo Swaziland (a sud).

Il limite nord è costituito dalla valle del fiume Luvuvhu (detto anche Pafuri) nel nord della provincia del Limpopo, mentre il limite sud lo si può collocare a nord della cittadina di Hluhluwe nei pressi del lago di Santa Lucia.
La catena è attraversata da un certo numero di fiumi che fluiscono in direzione ovest-est, ma nessun fiume di carattere perenne si origina su queste montagne. Fra i fiumi che le attraversano citiamo: il Mkuze, il Komati, l'Olifants, il Pongola, l'Ingwavuma (o Ngwavuma), e l'Usutu (o Maputo), che formano numerose gole. In una di queste gole sul fiume Pongola, presso la città di Jozini, è stata realizzata una grande diga.
La vegetazione è in gran parte quella tipica delle foreste tropicali e della savana. Sulle pendici ben drenate si trovano degli alberi tipici di questa zona come Androstachys johnsonii, una pianta dell'ordine delle Malpighiales, da cui si ricava un legname detto mecrussé molto duro ed utilizzato per pavimentazione. Altre piante tipiche di queste montagne sono: la Khaya, una specie della famiglia delle Meliaceae che predilige le valli strette e ombreggiate, da cui si ricava un legname detto mogano africano; l'Encephalartos lebomboensis, una cicade endemica a portamento arborescente.
Nel territorio dei Lebombo si trovano diverse città:
- nella zona sud si trovano: Jozini, Ubombo e Ingwavuma, tutte nel Sudafrica;
- nella zona centrale si trovano: Siteki, Big Bend, e Mhlumeni, nello Swaziland;
- nella zona nord si trovano: Namaacha e Ressano Garcia nel Mozambico, Komatipoort e Nwanetsi nel Sudafrica.

La zona dei monti Lebombo a nord del fiume Komati, sul versante sudafricano, fa parte del Parco nazionale Kruger.
Nella parte meridionale dei Lebombo, nel territorio della municipalità di Jozini, nel KwaZulu-Natal presso il confine con lo Swaziland, all'interno di un sito del Neolitico, chiamato Border Cave, è stato rinvenuto un manufatto, detto Osso di Lebombo, datato circa al 35.000 a.C., che rappresenta probabilmente il più antico calendario lunare esistente.